# Province autonome socialiste du Kosovo
1945–1990
Entités précédentes :
- Province autonome du Kosovo-et-Métochie (Serbie, RFSY)

Entités suivantes :
- République de Kosova
- Province autonome du Kosovo-et-Métochie (Serbie, RFY)

La province autonome socialiste du Kosovo (en serbo-croate Socijalistička Autonomna Pokrajina Kosovo / Социјалистичка Аутономна Покрајина Косово ; en albanais Krahina Socialiste Autonome e Kosovës), en abrégé PAS du Kosovo, était l'une des deux provinces autonomes de la république socialiste de Serbie au sein de la Yougoslavie (l'autre étant la PAS de Voïvodine) de 1945 à l'éclatement de la Yougoslavie en 1990.
Entre 1945 et 1963, la province portait le nom de District autonome de Kosovo-Métochie et jouissait d'un niveau d'autogouvernance inférieur à celui de la Province autonome de Voïvodine. Entre 1963 et 1974, lorsque la province s'est vu accorder un statut égal à celui de la Voïvodine, l'entité a été rebaptisée Province autonome du Kosovo-et-Métochie. En 1974, l'autonomie des deux provinces autonomes de Voïvodine et du Kosovo a été augmentée de façon significative et le préfixe "socialiste" a été ajouté à leurs noms officiels. En ce qui concerne le Kosovo, la référence à la Métochie fut par ailleurs abandonnée à cette occasion, renommant ainsi la Province autonome de Kosovo-Métochie en Province autonome socialiste du Kosovo. Quinze ans plus tard, lors de l'éclatement de la Yougoslavie, les réformes de 1974 furent annulées et la province retrouva son ancien nom de Province autonome de Kosovo-Métochie.